# Giovanni di Lorenzo (giornalista)
Giovanni Di Lorenzo (Stoccolma, 9 marzo 1959) è un giornalista italiano naturalizzato tedesco, direttore del settimanale tedesco Die Zeit.

## Biografia
Padre italiano e madre tedesca, è cresciuto in Italia, dove ha frequentato la Deutsche Schule Rom e dopo la separazione dei genitori (Carlo e Marianne) si è trasferito all'età di undici anni ad Hannover. Ha studiato a Monaco di Baviera, laureandosi in Scienze della comunicazione e Scienze politiche con una tesi sui network mediatici di Silvio Berlusconi.
Ha esordito nel mondo del giornalismo con una collaborazione con la Neue Presse, quotidiano locale di Hannover. Il suo primo articolo, riguardante il cantautore italiano Angelo Branduardi, fu pubblicato a firma di Hans Lorenz, pseudonimo dietro cui si celava il suo vero nome tradotto in tedesco. Ha scritto poi per alcuni settimanali e mensili locali di Hannover e Monaco.
Gli anni '80 sono anche quelli che segnano il suo debutto come conduttore televisivo: nel 1984 conduce su Bayerischen Rundfunk il magazine giovanile Live aus dem Alabama. Tra il 1988 e il 1989 è invece inviato per la ARD al Monaco International Film Festival.
Nel 1985 viene assunto dalla Süddeutsche Zeitung, prima con un contratto di consulenza e, dal 1987, come redattore per la politica interna. Dal 1994 al 1998 è responsabile della prestigiosa Seite Drei del quotidiano bavarese, dove vengono pubblicati reportage e inchieste da tutto il mondo. 
Nel 1999 è stato nominato caporedattore del quotidiano berlinese Der Tagesspiegel di cui è tuttora coeditore. Nel 2004 è stato chiamato a dirigere il prestigioso settimanale Die Zeit e da allora svolge quella professione. Inoltre è dal 1989 conduttore del talkshow 3 nach 9 dell'emittente pubblica Radio Bremen: il programma va in onda una volta al mese, il venerdì, a rotazione con gli altri talk show regionali della ARD, ma viene trasmesso anche da Das Erste in un'ulteriore puntata del martedì, per la serie Talk am Dienstag. 
Nel 2014 di Lorenzo, che ha il passaporto italiano e tedesco, solleva una polemica per aver detto apertamente in un talk show di avere votato due volte per il Parlamento europeo: una volta come cittadino italiano nel consolato di Amburgo ed una volta come cittadino tedesco in una scuola elementare di Amburgo.

## Vita privata
Dal 2005 al 2015 è stato legato alla presentatrice Sabrina Staubitz. I due hanno una figlia.

## Opere
- Giovanni Di Lorenzo, Stefan, 22, deutscher Rechtsterrorist: "Mein Traum ist der Traum von vielen", 1. Auflage, Rowohlt, 1984, ISBN 978-3-498-03827-4.
- Helmut Schmidt e Giovanni Di Lorenzo, Auf eine Zigarette mit Helmut Schmidt, 2. Aufl, Kiepenheuer & Witsch, 2009, ISBN 978-3-462-04065-4, OCLC 527755767. URL consultato il 21 giugno 2025.
- Axel Hacke e Giovanni Di Lorenzo, Wofür stehst Du? was in unserem Leben wichtig ist - eine Suche, 13. Aufl, Kiepenheuer & Witsch, 2011, ISBN 978-3-462-04241-2.
- Der Bücherfresser: eine Geschichte, collana Pixi-Bücher, Carlsen, 2011, ISBN 978-3-551-05200-1.
- Karl-Theodor zu Guttenberg, Vorerst gescheitert: Karl-Theodor zu Guttenberg im Gespräch mit Giovanni di Lorenzo, 1. Auflage, Verlag Herder, 2011, ISBN 978-3-451-30584-9.